# Anhinga minuta
Anhinga minuta es una especie de ave acuática suliforme extinta perteneciente al género Anhinga de la familia Anhingidae, cuyas especies vivientes son denominadas comúnmente aningas, biguá-víboras, aves serpiente, marbellas o patos aguja.
Habitó en el Mioceno superior de Sudamérica. Se habría alimentado especialmente de peces además de otros organismos acuáticos.

## Taxonomía
Anhinga minuta fue descrita originalmente en el año 2003 por los paleontólogos Herculano M. F. Alvarenga y Edson Guilherme.
Etimología
Etimológicamente, el término específico minuta refiere a la palabra en latín que significa ‘pequeño’, refiriéndose al menor tamaño de la especie.
Localidad tipo
La localidad tipo referida es: “Sitio Cachoeira do Bandeira (en las coordenadas: 11°26′S 69°20′W), entre las ciudades brasileñas de Brasiléia y Assis Brasil, sobre la margen izquierda del río Acre, en el estado de Acre, Brasil”. La margen derecha del río pertenece a Bolivia. El lugar se encuentra muy próximo al punto trifinio donde se reúnen las soberanías brasileña, boliviana y peruana. 
Holotipo
El holotipo designado es el catalogado como: UFAC-4720; se trata de un tibiotarso izquierdo casi completo. Se encuentra depositado en la colección paleontológica de la Universidad Federal de Acre. También se describió un húmero casi completo (UFAC-4719).
Edad atribuida
El estrato donde fue encontrado el tipo se corresponde con el miembro conglomerado Acre de la Formación Solimões. La edad postulada para el estrato sedimentario portador es Mioceno superior-Plioceno inferior (Huayqueriense-Montehermosense) del suroeste de la Amazonía.
Relaciones filogenéticas
En el año 2015 se realizó una revisión sistemática de los integrantes de la familia Anhingidae descritos para el subcontinente sudamericano. En el análisis filogenético se tuvo en cuenta los estadios ontogenéticos presentes en las muestras para evitar una sobrestimación de la verdadera diversidad de especies, se analizó también las variaciones cuali- y cuantitativas en relación con las especies actuales para finalmente proceder a redefinir y delimitar el elenco taxonómico fósil.
También se realizaron estudios paleobiológicos, mediante tomografías axiales de determinados elementos óseos para determinar la robustez de su corteza. Cotejándolas respecto a las aningas vivientes, se estimó las masas corporales de cada especie extinta, se infirió su musculatura mediante la comparación entre correlatos óseos de los orígenes e inserciones y desarrollos musculares, estimándose así mismo morfotipos locomotores, se calculó la envergadura alar, el área del ala y la carga alar. La conclusión de la revisión sistemática determinó que Anhinga minuta se trata de un taxón válido y que pertenece a Anhinga.

## Características y hábitos
Anhinga minuta es no solo la especie más pequeña del género Anhinga sino también de toda la familia Anhingidae.
Mediante la comparación con una especie viviente, la aninga americana (Anhinga anhinga) —de 120 cm de envergadura del ala y 12,4 cm de longitud promedio del húmero— se estimó que Anhinga minuta (con longitud de húmero de 9,9 cm en el caso del UFAC 4719) tendría una masa corporal de 900 g, una envergadura del ala de 95,8 cm, un área del ala de 1168 cm² y una carga alar de 0,77 g/cm².
Sobre la base de la reconstrucción de su musculatura en el húmero se infirió que sería un ave planeadora pero que en vuelo habría necesitado batir más sus alas en comparación a lo que lo precisan las actuales aningas. La musculatura proyectada para su tibiotarso señalaría que habría poseído habilidades locomotoras similares a las aningas actuales, con una buena capacidad para trepar y movilizarse entre la vegetación leñosa. Al momento de nidificar habría optado por lugares similares a los que hoy eligen los aningas vivientes.
La fauna fósil asociada se compone de cocodrilos y tortugas acuáticas gigantes. Se postula que era un paleoambiente inundado, compuesto por grandes masas dulceacuícolas marginadas por vegetación abierta en la que se intercalaban bosques. En ese hábitat, habría predado preferentemente sobre peces de pequeño porte, así como sobre otros pequeños vertebrados e invertebrados, ocupando de este modo un nicho ecológico ligeramente distinto al de las aningas vivientes.